# كأس السويد 1947
كأس السويد 1947 (بالسويدية: Svenska cupen i fotboll 1947)‏ هو موسم من كأس السويد. أقيم خلال الفترة 1947 وحتى 24 أغسطس 1947، وأشرف على تنظيمه اتحاد السويد لكرة القدم، وكان عدد الأندية المشاركة فيه 58، وفاز فيه نادي مالمو.

## نتائج الموسم
| المركز | فريق       | لعب | ف | ت | خ | له | عليه | ف.أ | نقاط | ملاحظة |
| ------ | ---------- | --- | - | - | - | -- | ---- | --- | ---- | ------ |
|        | نادي مالمو |     |   |   |   |    |      |     |      |        |